# 菲利普·基彻
菲利普·斯图亚特·基彻（Philip Stuart Kitcher，1947年2月20日—）是英国—美国双重国籍哲学家，关注科学哲学领域。
基彻生于伦敦，在东萨塞克斯伊斯特本度过了童年。他于1969年在剑桥大學基督学院获得了数学/历史及科学哲学硕士学位，1974年在普林斯顿大学获得历史学及科学哲学博士，在那儿他与托马斯·库恩一起工作。
基彻在学界意外主要以对生物伦理学、创造论和社会生物学的考察而知名。他努力将生物学哲学和数学哲学中提出的问题以认识论、形而上学和伦理学的核心方法结合起来。他还发表了关于康德、密尔、约翰·杜威及其他哲学家的论文。
]